# Sergio di Cesarea
Sergio di Cesarea, o Sergio di Cappadocia (... – 24 febbraio 304), è stato un monaco cristiano romano, martire venerato come santo dalla Chiesa cattolica.

## Agiografia
Sergio fu un monaco della Cappadocia che fu martirizzato durante le persecuzioni di Diocleziano. Viene festeggiato il 24 febbraio.
Secondo la tradizione le reliquie di San Sergio sarebbero state translate, già in tempi antichi, a Úbeda, vicino a Tarragona, o a Badalona, vicino a Barcellona, in Spagna. 